# Bug (album Dinosaur Jr.)
Bug – trzeci album amerykańskiej grupy Dinosaur Jr. wydany w USA 31 października 1988 roku za pośrednictwem SST Records.
Jest to ostatni album nagrany z udziałem pierwszego basisty zespołu, Lou Barlowa, przed albumem Beyond z 2007.
Charakteryzuje się on czystszym brzmieniem w porównaniu do poprzedniego wydawnictwa, You’re Living All Over Me, na skutek odejścia zespołu od struktur lo-fi, czyli metody niskiej jakości nagrań, na rzecz brzmienia skierowanego przede wszystkim na rock alternatywny.
Album znalazł się również w książce 1001 Albums You Must Hear Before You Die autorstwa Roberta Dimery’ego z 2005.

## Lista utworów
Wszystkie utwory napisane przez J Mascisa.
1. "Freak Scene" – 3:36
2. "No Bones" – 3:43
3. "They Always Come" – 4:37
4. "Yeah We Know" – 5:24
5. "Let It Ride" – 3:37
6. "Pond Song" – 2:53
7. "Budge" – 2:32
8. "The Post" – 3:38
9. "Don't" – 5:41
10. "Keep the Glove (utwór Bonusowy na wydaniu Merge Records z 2005) – 2:52